# DAF Trucks

DAF (ДАФ) — з 1928 року нідерландський виробник автомобілів та автобусів. Штаб-квартира розташована в Ейндговені. 1 травня 1975 року легкове відділення компанії купує фірма Volvo, і компанія DAF припинила виробництво легкових автомобілів.

## Губерт ван Доорн. Заснування компанії
Губерт ван Доорн народився в перший день останнього року XIX століття (01.01.1900), у віці 11 років він залишився без батька, і хлопцеві довелося покинути школу, щоб заробляти гроші для своєї родини. У 1920-х роках він працює в Ейндговені механіком у сервісі, який часто відвідує Арнольд Г'юґенс, власник місцевої броварні. Г'юґенсу подобається, як Губ займається його Stearns-Knight, і він виділяє 10 000 форинтів йому як стартовий капітал для своєї справи. 1 квітня 1928 року Губерт ван Доорн засновує фірму Commanditaire Vennootschap Hub. van Doorne's Machinefabriek. Спочатку сервіс тулився в приміщенні розміром в 16 м2, Губерт бере до себе свого молодшого брата Вільгельмуса, якого всі будуть кликати Вім. Вони починають виробляти тракторні та вантажні причепи. У 1930 році вони будують ще один завод, у Туіндорпі.
У 1934 році брати перейменовують фірму в Van Doorne's Aanhangwagen Fabriek (DAF) — «Фабрика причепів ван Доорна», а через 2 роки Г'юґенс залишає фірму, до цього часу фірма займає площу в 9000 м2 і на ній працюють 280 осіб.
Перед війною самоучка Губ ван Доорн розробляє систему Trado, що дозволяє переробляти вантажні автомобілі в повнопривідні (4 × 4 або 6 × 6).

## Початок виробництва автомобілів

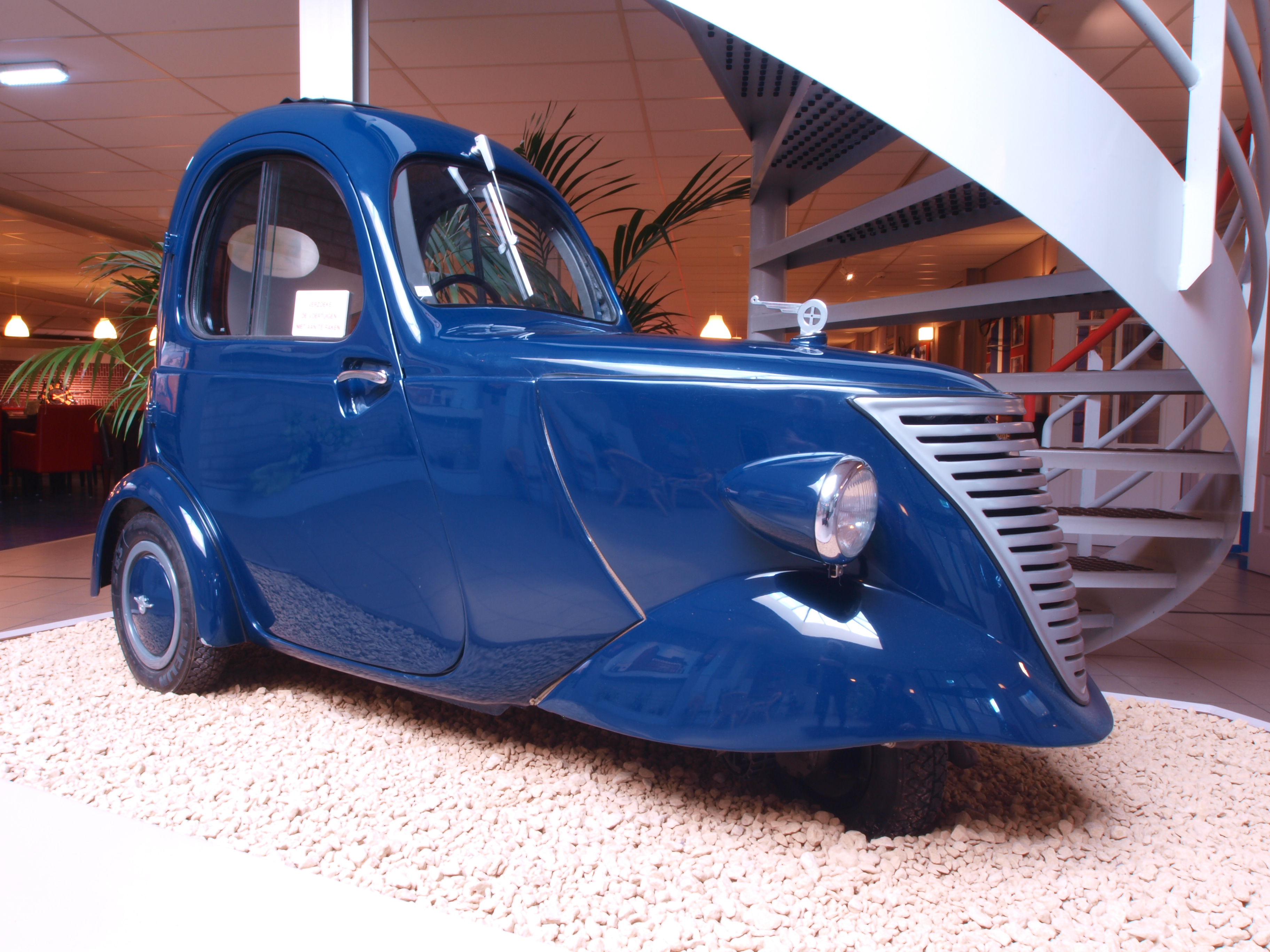
DAF Regenjas

У 1940 році Губ конструює дешевий транспортний засіб, шириною всього в 75 см, на якому можна проїхати через двері будинку, аналіз ринку показує, що попит сягатиме 1000 автомобілів, проте починається війна. У 1942 році був побудований єдиний екземпляр, який продали циркачам, і що цікаво, машина збереглася до наших днів. Машина називалася DAF Regenjas.
Після війни в Європі виникла велика потреба у вантажних автомобілях, чим вирішили скористатися брати. У 1949 році вони запускають виробництво комерційного транспорту, причому обидві моделі (DT5 і DT10) мають кабіну над двигуном, що дозволяло додати габаритів для вантажу.
У 1953 році Губ купує собі Buick з автоматичною коробкою передач, йому подобається ця коробка, і він замислюється про будівництво доступної маленької машини з такою ж системою, що полегшує життя водія, проте всі наявні на цей момент коробки передач занадто громіздкі для малолітражного автомобіля. Тоді, порадившись із братом, вони починають проєктувати легковий автомобіль власної конструкції, оскільки новинка повинна мати «фішку», то вирішено розробити для неї коробку-автомат. У 1956 році Губу ван Доорну на очі потрапляє мопед Zundapp Hobby з відцентровим зчепленням, замість ланцюга колеса обертав ремінь. Вирішено було побудувати подібну коробку передач для автомобіля.

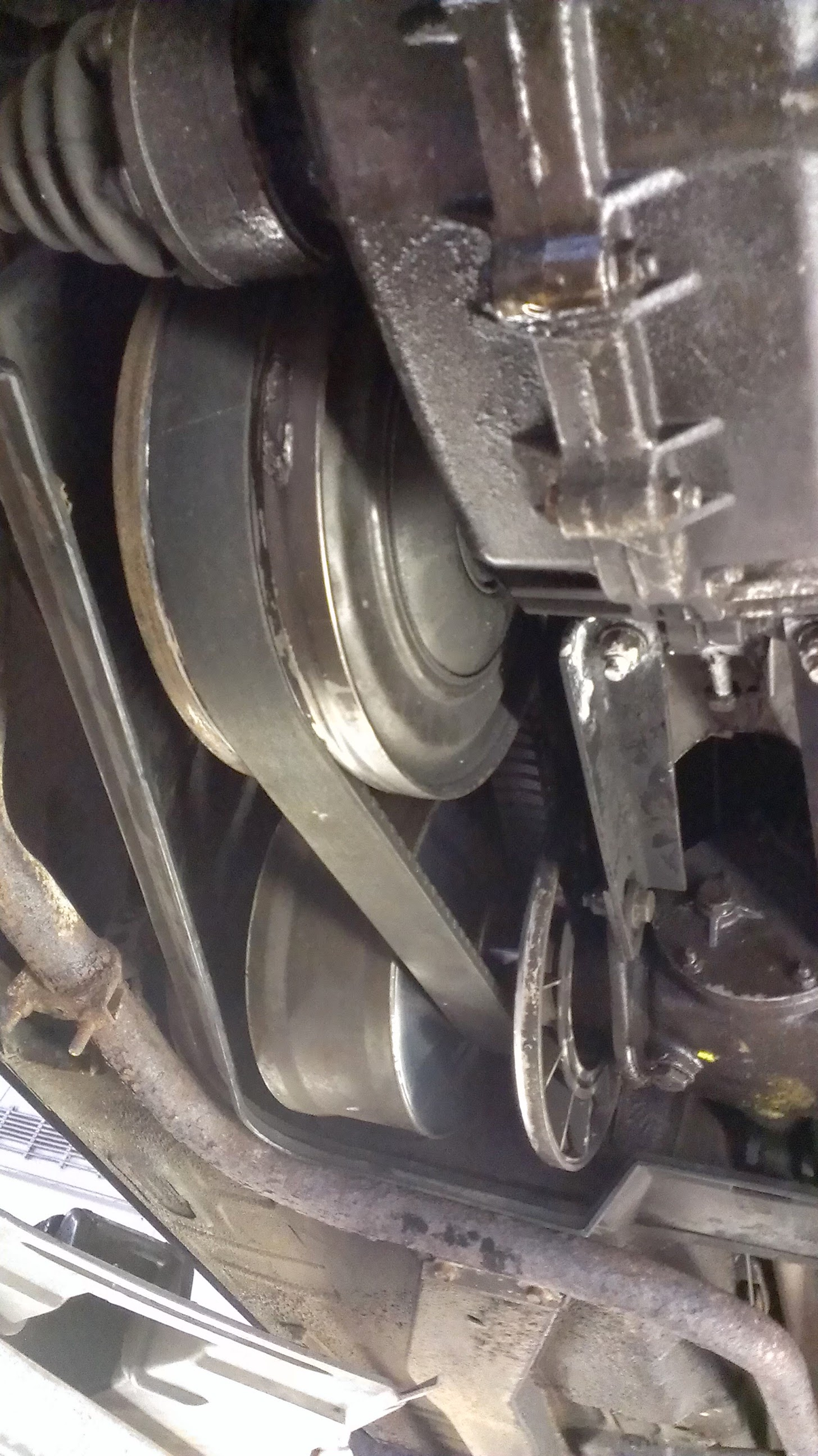
Коробка передач DAF Variomatic

Незабаром будується 6 прототипів з 590 см3 мотором і безступінчатою коробкою передач, яку назвали Variomatic. Ремінь рухався по первинних і вторинних шківах залежно від крутного моменту двигуна, потім інший ремінь передавав тягу на головну передачу, завдяки чому і крутилися ведучі колеса, цю коробку прозвали «коробка 100 передач». У салоні була трансмісія з двома положеннями — вперед і назад.

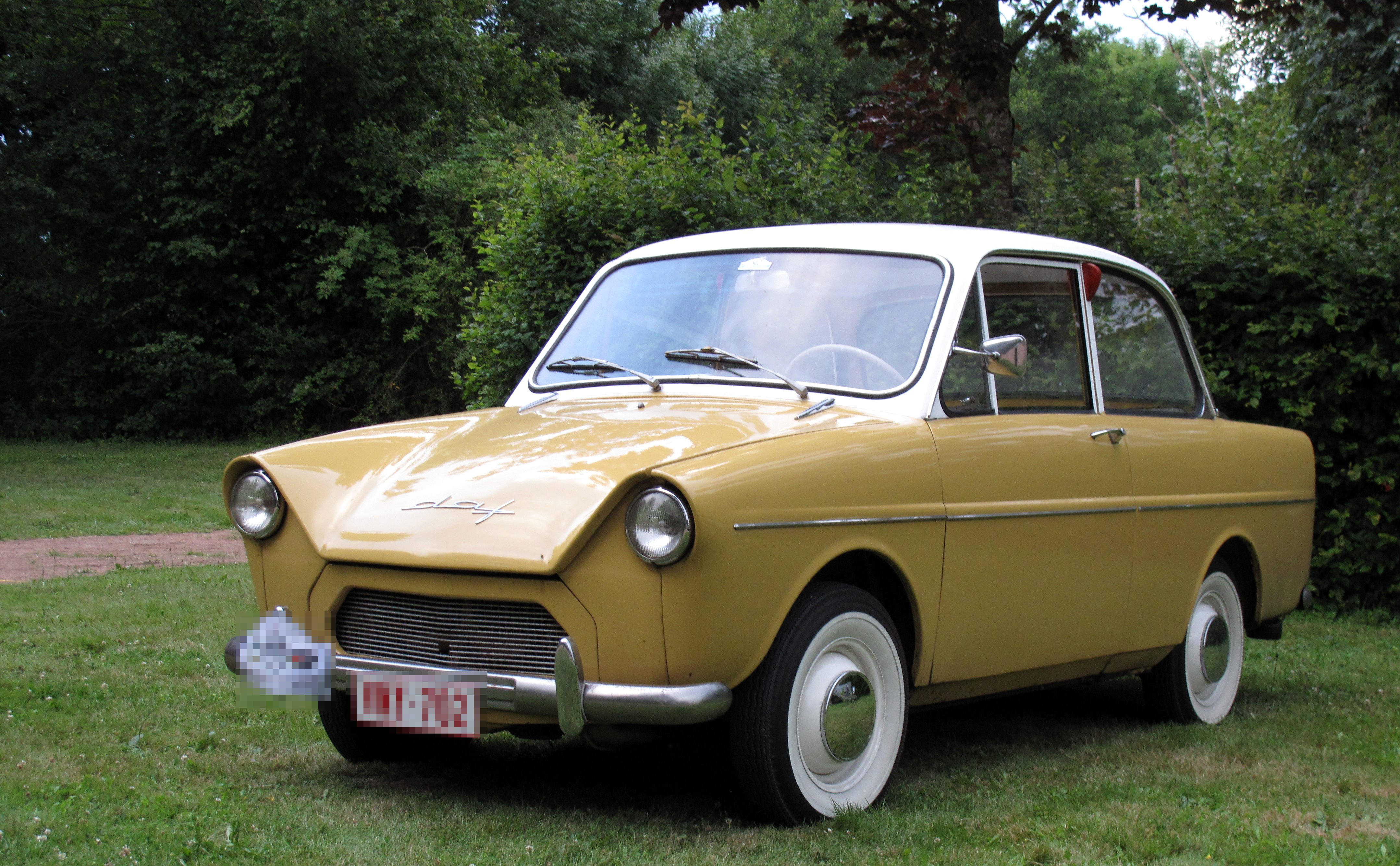
DAF 600

Після випробувань автомобілів (всього намотали 1 300 000 км на них) в 1958 році на Амстердамській автомобільній виставці був представлений «ДАФ 600».
Його 2-циліндровий 590-кубовий мотор, потужністю 22 к. с. давав змогу розганятися до 90 км/год. Машина викликала ажіотаж, і в 1959 році почалося її виробництво. Серед інших особливостей автомобіля — незалежна підвіска всіх коліс, незабаром машина отримує популярність серед жінок, і замовлення перевищують можливості фірми випускати ці автомобілі.

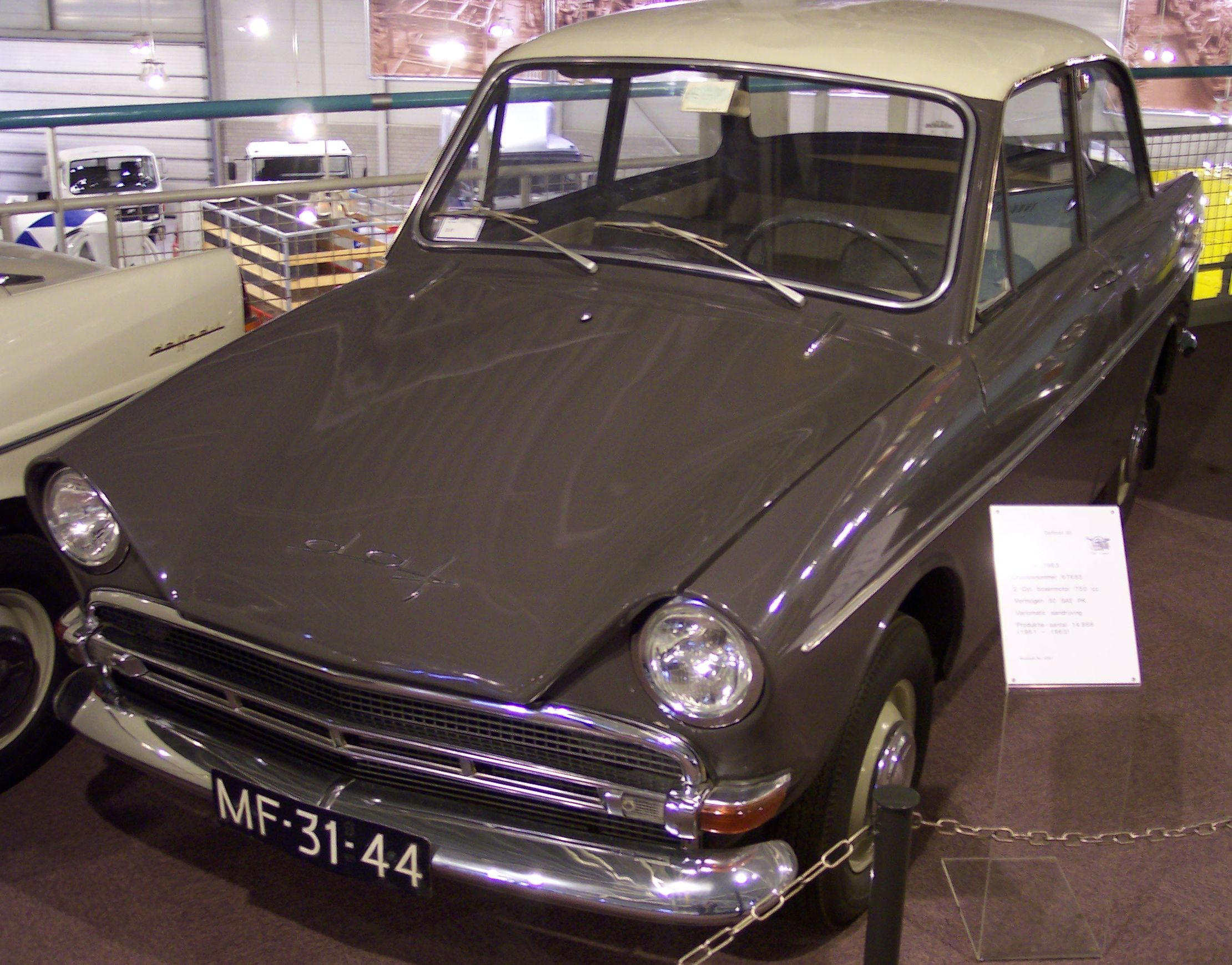
DAF 30 Daffodil

У 1961 році з'являється більш потужна версія — 750. Її мотор розточений до 750 кубів, а потужність тепер дорівнює 30 к. с. Одночасно з ним з'являється модель 30 Daffodil з таким же мотором, але з поліпшеним дизайном. Ходить байка, що «Даффоділ» розшифровується як злиття слів «Даф» і «Крокодил», ніби автомобіль порівнювали з крокодидом. Насправді це слово перекладається як «Нарцис».

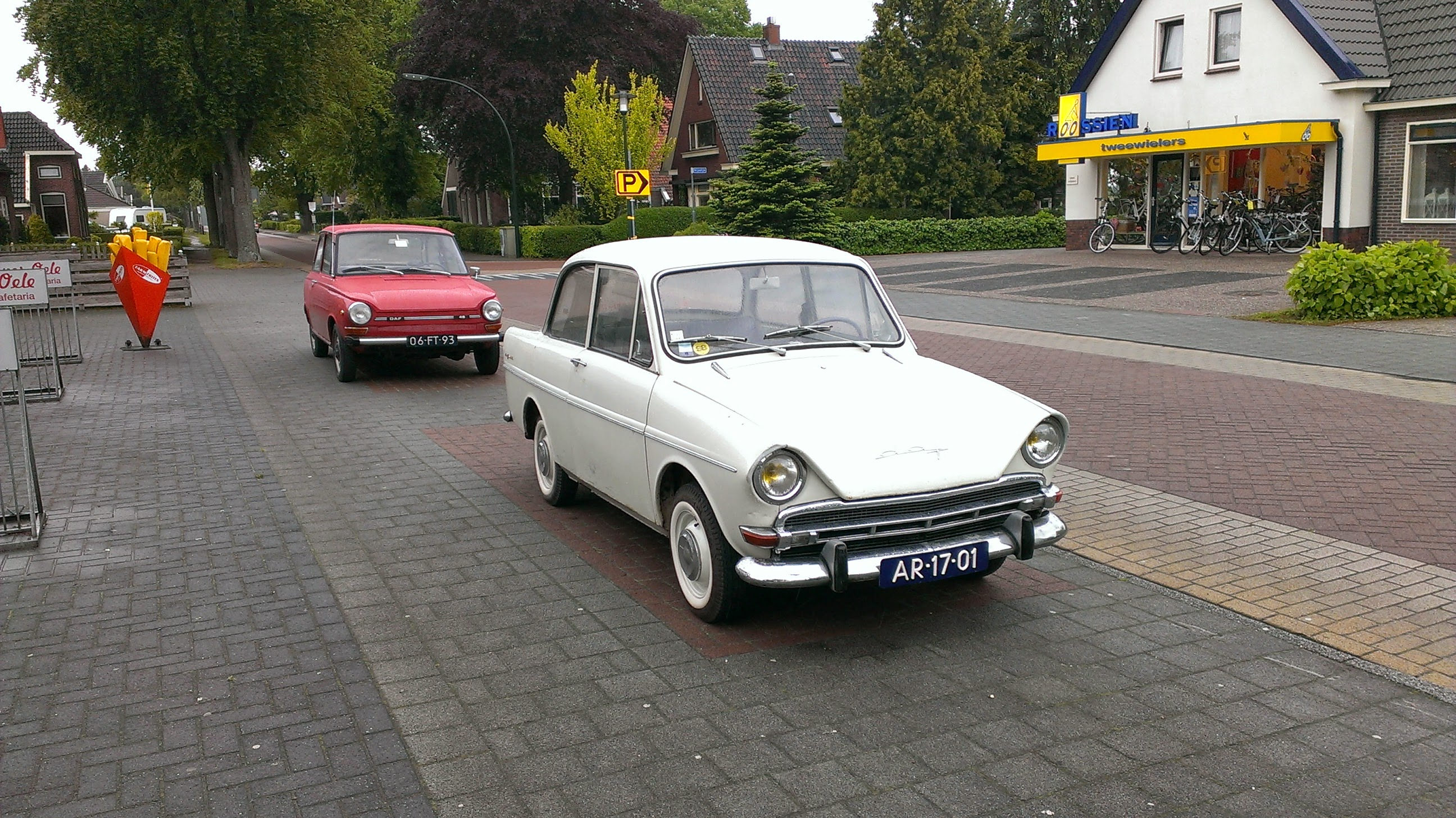
DAF 30 Daffodil

У 1963 році знімаються з виробництва моделі 600 і 750, яких до цього часу випущено 30 500 і 16 700 примірників відповідно. Тоді ж модернізується «Даффоділ», який отримує індекс 31, через два роки його змінить 32 модель.
32 Daffodil був модернізований італійським дизайнером Мікелотті. На базі цієї моделі випускалася спортивна версія DAF 33 Daffodil S, її мотор був збільшений до 760 кубів, а потужність дорівнювала 36 к. с., спереду стояли дискові гальма, всього було випущено 500 таких автомобілів.
Гонщики Слотемакер і Гонгоф займають 3-тє місце в ралі на Альпійський кубок у своєму класі на подібній машині. Інший гонщик — Ренсі Ребез займає 1-ше місце в групі до 1000 см3 і 19-те в загальному заліку в марафоні Спа — Софія — Льєж, прийшовши на 3 години пізніше лідера (МВ 230SL). У 1965 році фірма виставляє 5 екіпажів у гонці «Rallye des Tulipes», у якій заявлено 120 екіпажів, всього до фінішу приходять 49 машин, з яких 5 — малятка «ДАФ», а гонщики Лоран і Марш стають переможцями у своєму класі (до 750 см3).
Тим часом попит на машини стабільний, фірма вирішує будувати додатковий завод, тут втручається держава, справа в тому, що в цей час в південній частині країни закриваються вугільні шахти, і величезна кількість людей залишається без роботи, в той час як північна частина країни на підйомі, оскільки в Північному морі виявлено нафту, і вся промисловість на підйомі. Уряд пропонує побудувати завод в Борне, при цьому сплативши половину вартості проєкту. Незабаром з нового заводу починає сходити модель 44. Вона була більшою моделі 33, яка замінила «32 Даффоділ» (по суті — одна і та ж машина, просто помінялася назва). База машини була збільшена на 20 см, кузов, спроєктований Джованні Мікелотті, був більшим «тридцять третього» на 24 см.
Мотор був об'ємом 844 см3 і потужністю 40 к. с.

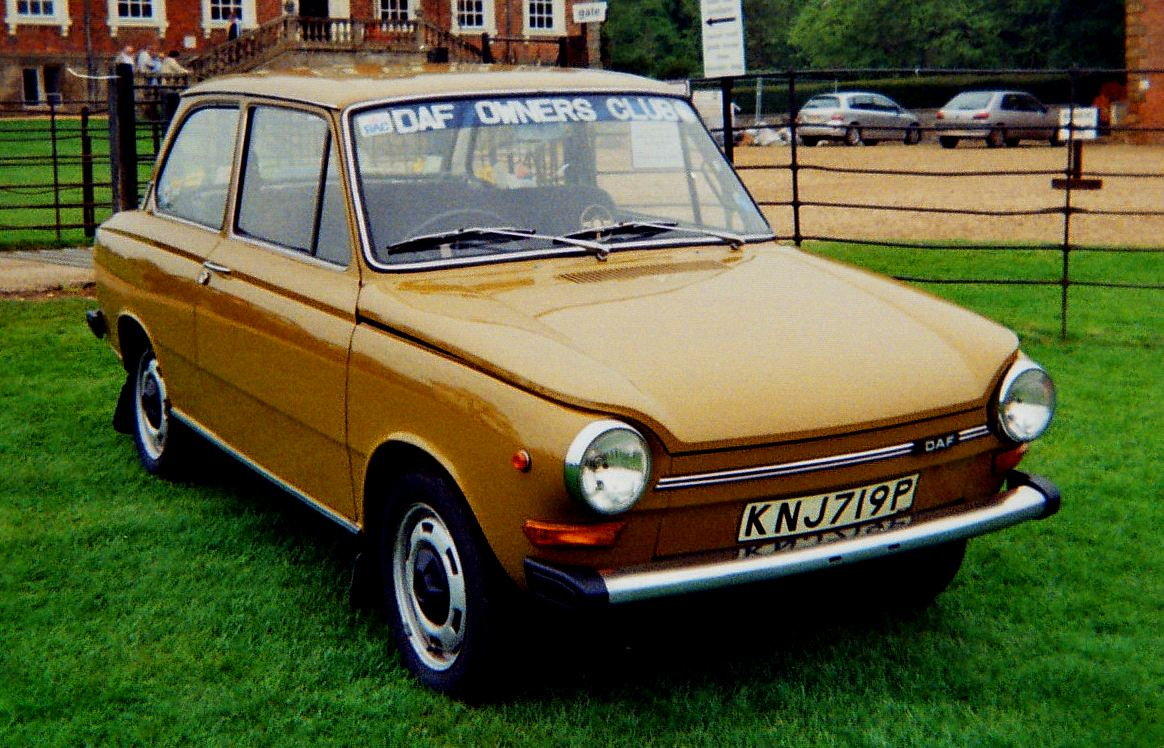
DAF 44

Ці машини також взяли участь в перегонах, де перемагають у класі до 850 см3.

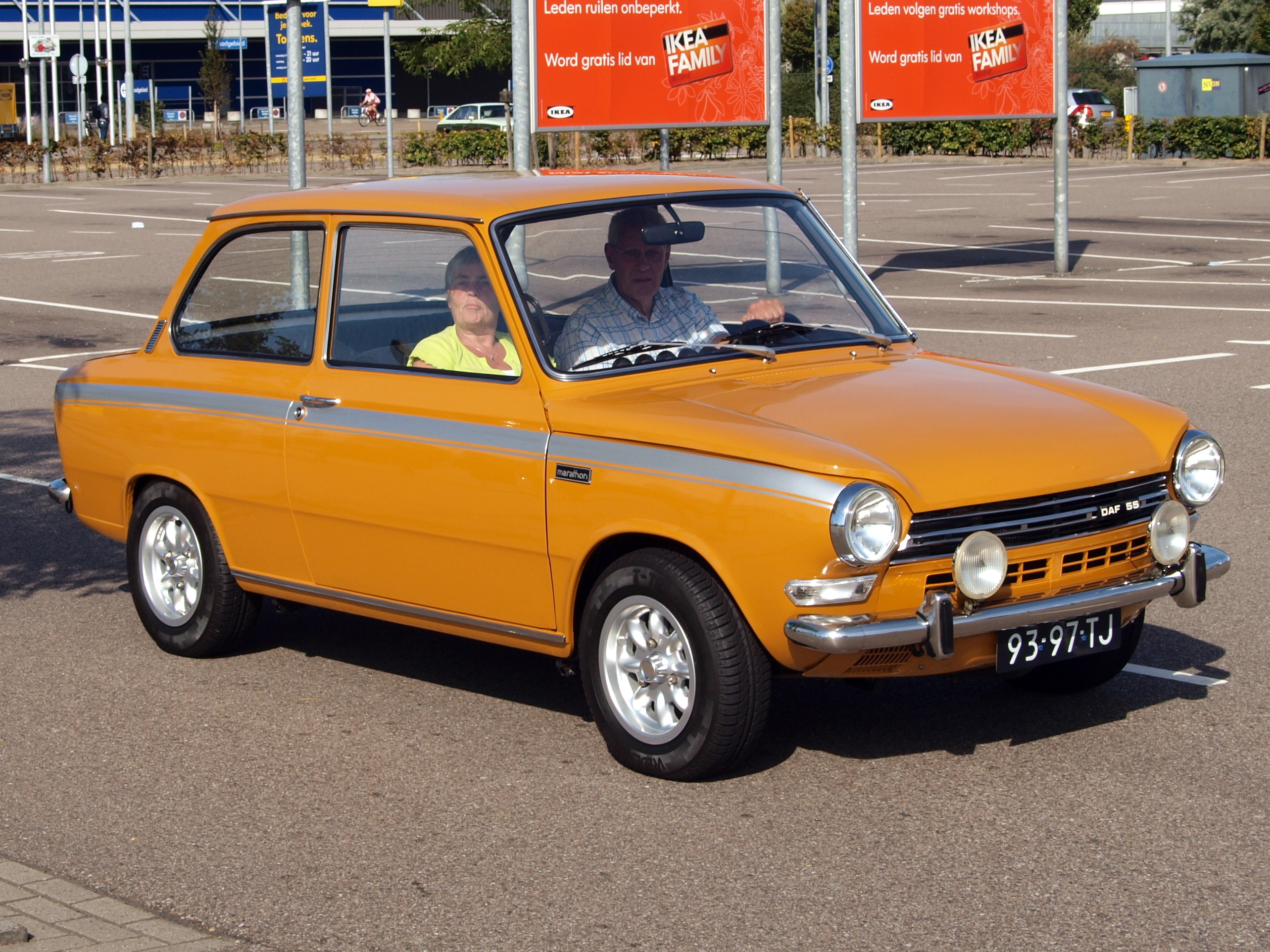
DAF 55

У 1968 році з'являється перша 4-циліндрова модель — 55. Керівництво «ДАФ» давно хочуть випустити 4-циліндрову машину, але грошей не вистачає на розробку нового агрегату, тому ведуться переговори з Ванкелем та фірмою Renault. У підсумку, зваживши всі за і проти, «ДАФ» вирішує зупинитися на більш традиційному двигуні «Рено», об'ємом 1,1 л.

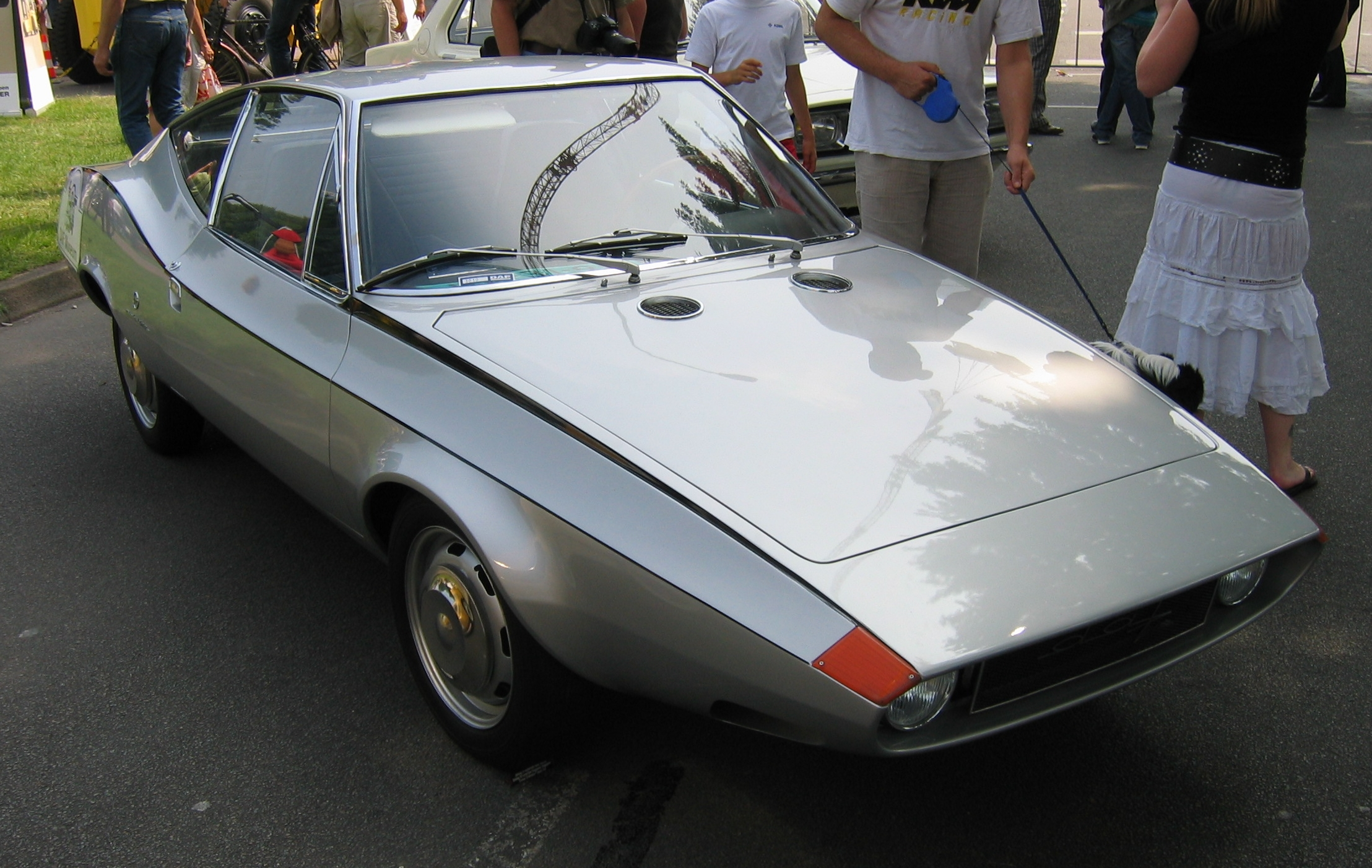
DAF 55 Michlelloti Siluro

Машина дебютувала на Женевській виставці у вигляді концептуального купе, побудованого Мікеллоті.

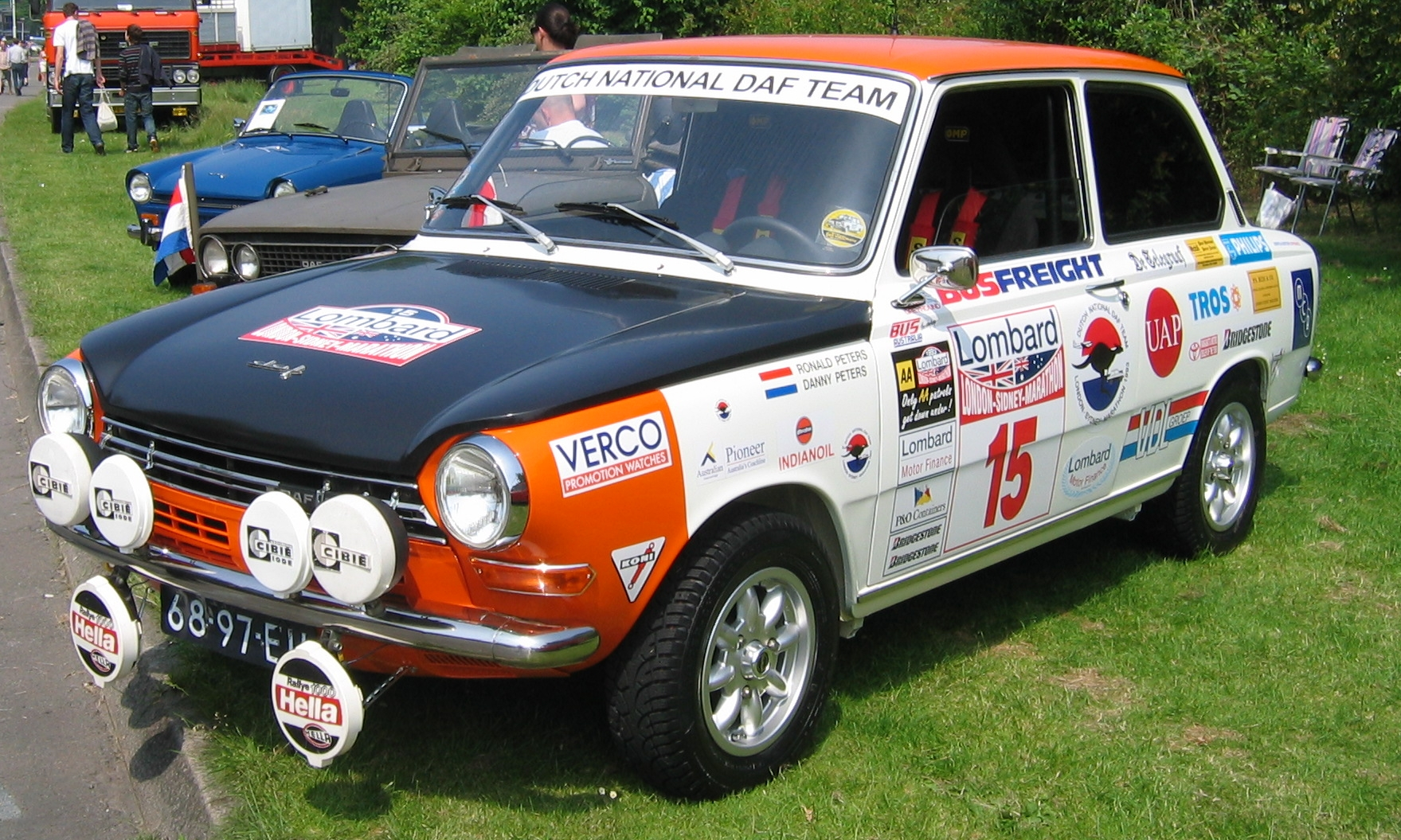
DAF 55 Marathon

Автомобіль цієї моделі брав участь у марафоні Лондон — Сідней, у якому фінішував у 10-ці перших машин, тому коли в кінці року з'явилася версія купе, то її було вирішено назвати на честь марафону.
Наприкінці 1960-х «ДАФ» і Мікеллоті працюють над проєктом автомобіля більшого за розмірами, ніж 44/55. Паралельно ведуться роботи над 4-ма проєктами, в 1971 році Michelotti, Bertone і заводський дизайнер Йон Де Вріс будують прототипи, вибір падає на розробку Де Вріса, інші проєкти згорнули, і один з них продається фірмі «Тріумф», яка пізніше випустить на ринок модель «Доломіт». «ДАФ» починає вести переговори з декількома фірмами про проєктування мотора під цей проєкт, названий Р900. Ford, Peugeot і General Motors відмовилися відразу від співпраці, Audi захотіла зробити з цього проєкту свою модель, більше всіх інтерес проявила фірма BMW, яка була згодна побудувати і поставляти двигуни в обмін на виробництво її 2002 на заводах у Борне, проте керівництво «ДАФ» відмовилося від цієї пропозиції, тоді звернулися до Volvo, однак і вони відмовилися від проєкту, пославшись на дорожнечу розробки.

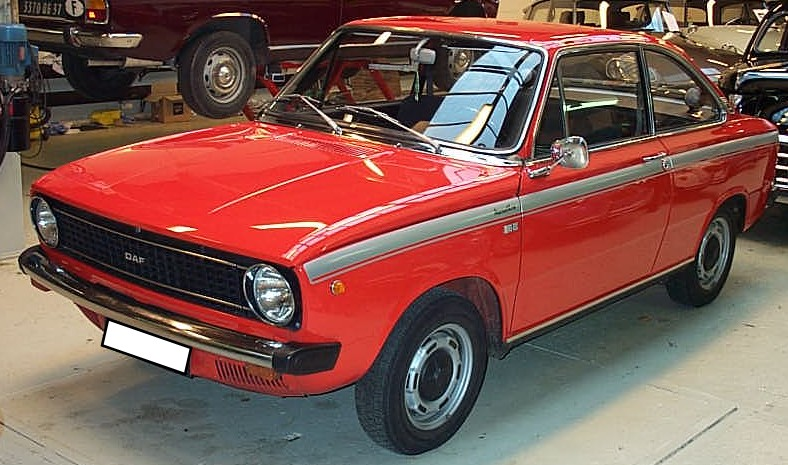
DAF 66 Marathon

Тим часом модель 55 піддається рестайлінгу, і її починають продавати під індексом 66.
Серед більш серйозних оновлень — заміна задньої підвіски на підвіску типу «Де Діон», а версія купе отримує 1,3-л мотор.
Водночас фірма Renault погоджується підготувати 1,4-л мотор для проєкту Р900, який повинен стати моделлю «ДАФ 77». У вересні 1972 року, дізнавшись про цю новину, фірма Volvo купує 33 % акцій легкового відділення фірми «ДАФ».

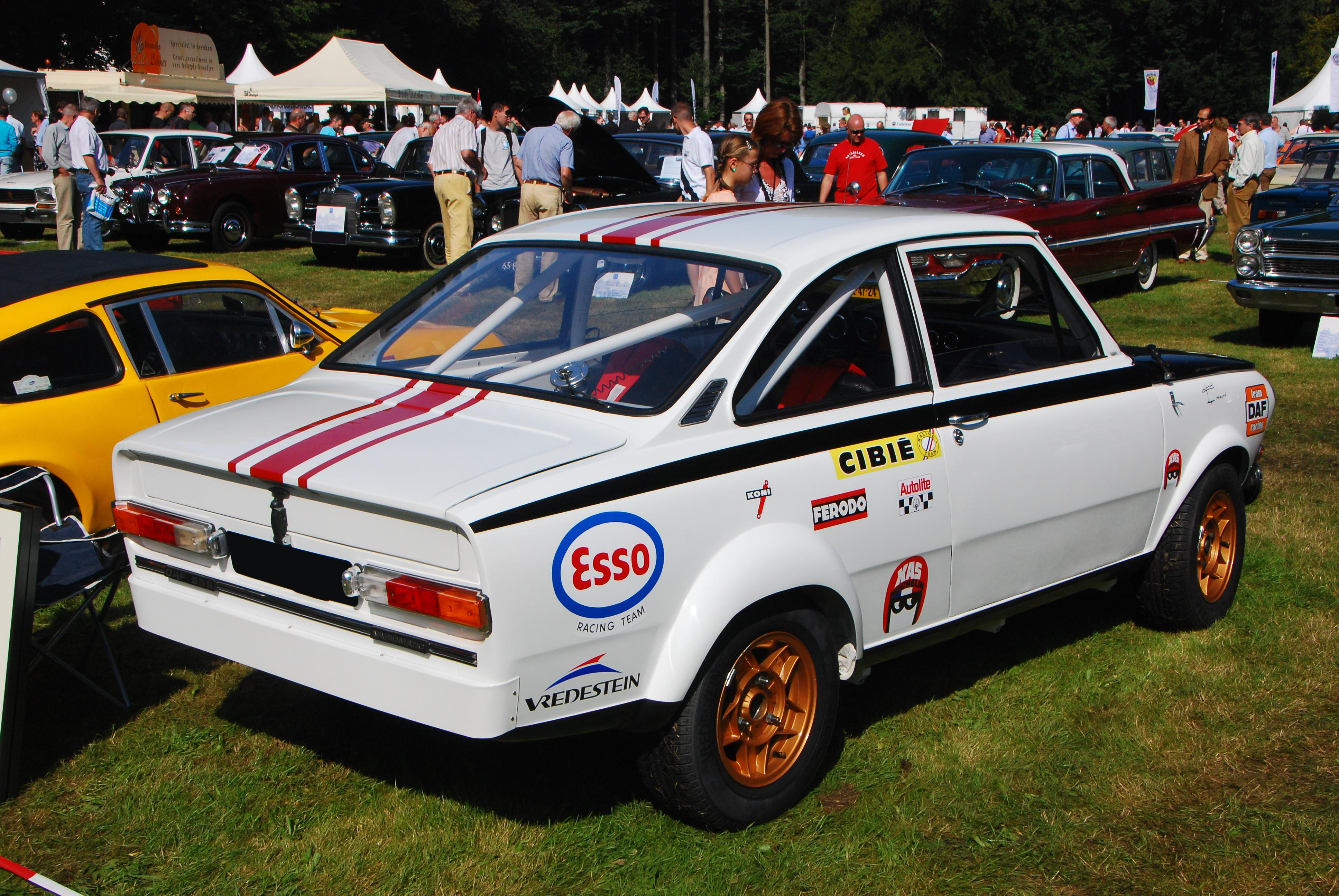
DAF 55 Monte Carlo

У 1972 році «ДАФ» виставляє 3 машини в ралі Монте-Карло, всього бере участь 264 екіпажі, які, крім іншого, виступають на спортивних автомобілях типу Porsche 911, Lancia Fulvia HF, Fiat 124 Spyder, Datsun 240Z і ралійному Ford Escort. «ДАФ 55» відверто слабкий на цьому рівні, але, попри все, екіпаж Клода Лорана і Жака Марша приходять 18 в загальному заліку і першими у своєму класі (до 1,1 л).

## Припинення виробництва легкових автомобілів

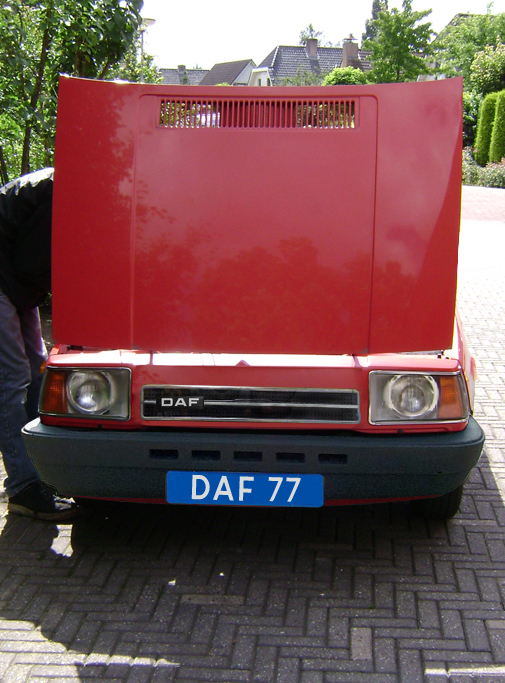
DAF 77

У 1974 році модель 44 модернізують, вона отримує задню підвіску «Де Діон», схожу з підвіскою «Даф 66». Через рік Volvo скуповує акції, збільшивши їх до 75 %, Volvo стає власником фірми «ДАФ», 1 травня 1975 року фірму перейменовують у Volvo Cars BV, Netherlands. Модель 66 перейменовується у Volvo 66, а проєкт 77, так і не почавши випускатися, перетворюється після деяких доопрацювань у 1976 році у Volvo 340.
Модель 66 випускалася до 1980 року, а 77, вірніше, Volvo 340 востаннє зійшла з конвеєра в 1991 році. Правда, «Варіоматиків» на ній вже не було. Нині існує вантажне відділення фірми «ДАФ», яке належить американцям. А легковому відділенню фірми ми зобов'язані народженням клиноремінного варіатора.
У 1974 році модель 44 замінили на 46, з повним приводом Variomatic, 1-ремінною передачею і заднім мостом Dion. У 1976 році прототип DAF 77 став Volvo 343, а в 1982 році — 340.
Червоний DAF 77 (на рис.) — це аматорський прототип, побудований приватною особою на базі Volvo 343 і змодельований за зразком масштабної моделі прототипу DAF 77 в музеї DAF в Нідерландах.
DAF 46 був останнім автомобілем, який продавався як DAF, навіть під брендом Volvo.

## Список легкових автомобілів DAF
- 1958 — DAF 600
- 1961 — DAF 750
  - DAF 30 Daffodil
- 1963 — DAF 31 Daffodil
- 1965 — DAF 32 Daffodil
- 1966 — DAF 44
- 1967 — DAF 33
- 1968 — DAF 55
- 1972 — DAF 66
- 1974 — DAF 46